# 刘禹锡

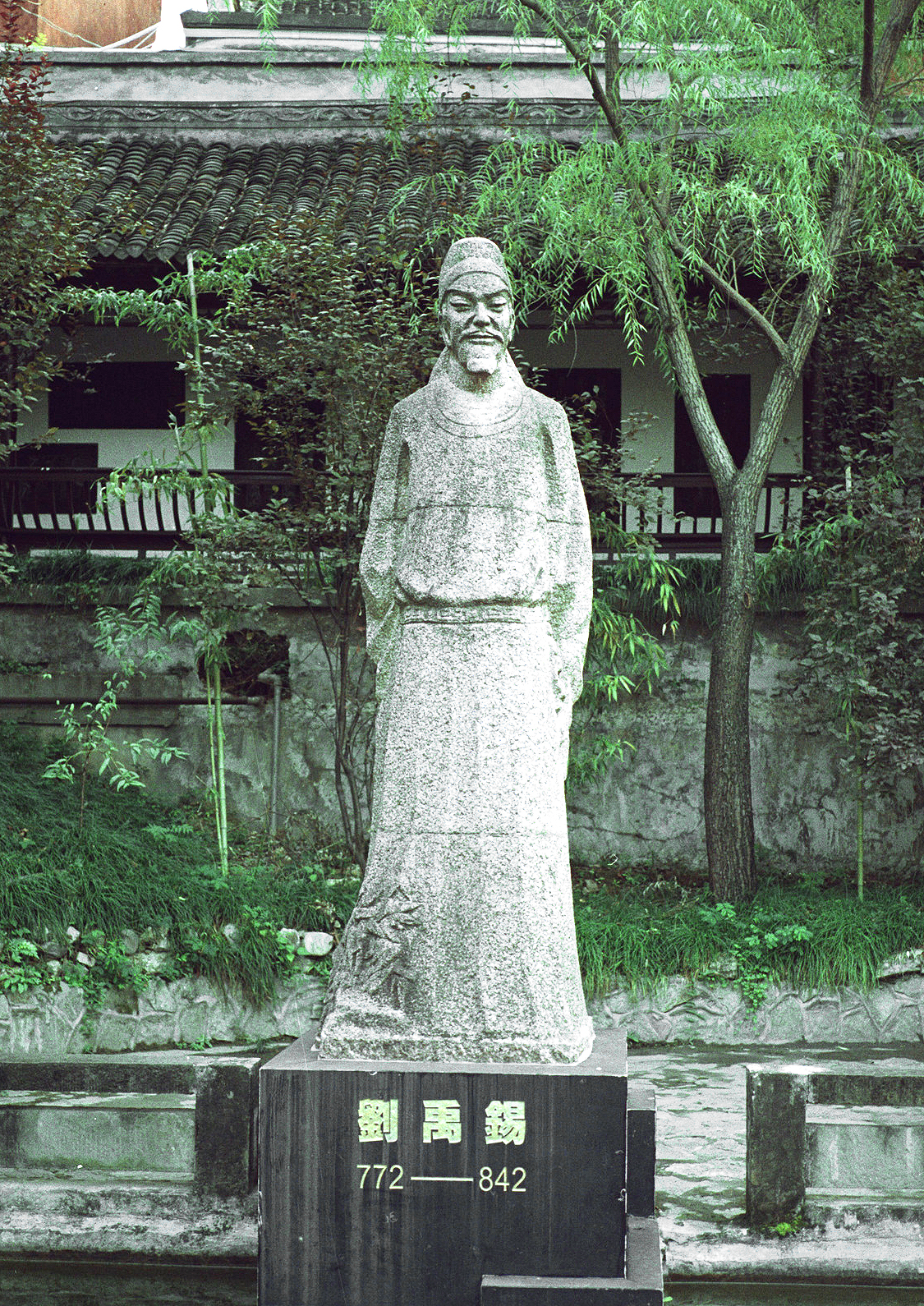
白帝城刘禹锡像

刘禹锡（772年—842年），字梦得，河南郡洛阳县人。唐朝著名诗人、哲学家，中唐文学的代表人物之一，有詩豪之稱。因曾任太子宾客，故称刘宾客，晚年曾加检校礼部尚书、秘书监等虚衔，故又称秘书刘尚书。

## 生平

### 出身背景
刘禹锡的籍贯和族系，不同史料记载差异极大。《旧唐书》记载刘禹锡是彭城郡人，《新唐书》记载他祖先出自中山郡，《元和姓纂》记载刘禹锡世代居住在吉州，属于长沙定王刘发的后裔庐陵刘氏，刘禹锡自己撰写的《子刘子自传》自称是中山郡人，是汉景帝之子中山靖王刘胜的后裔。岑仲勉认为，刘禹锡自传称中山郡人，旧唐书称彭城郡人，大概都是指郡望。
刘禹锡的七世祖刘亮在北魏任冀州刺史，随北魏孝文帝迁入洛阳。父亲刘緒，之後為了避安史之乱，遷居嘉兴。刘禹锡生于嘉兴（当时属苏州）。刘禹锡幼年即开始学习写诗，19岁前未曾离开过江南。
文史學家卞孝萱曾提出刘禹锡是匈奴后裔，出生于嘉兴的新说，据邓声斌考证其父刘绪遭遇安史之乱，举族东迁定居彭城。

### 永贞革新
唐德宗贞元九年（793年），刘禹锡參與當年度的科舉考試，並与柳宗元同時位列进士榜上。
又举博学宏词科，被拔擢為太子校书。之後，淮南杜佑上表推薦劉禹錫可以管书记，因此升任监察御史。此时的刘禹锡锐意仕途，怀有远大的政治抱负，与柳宗元等参加主张革新的王叔文政治集团。
贞元二十一年（805年），唐德宗因病駕崩，顺宗即位，王叔文集团在皇帝支持下，为解决当时日趋严重的社会问题，发动了永貞革新。刘禹锡深受王叔文器重，表现出卓越的才干，对当时的朝廷有较大的影响力。

### 两度贬谪
唐順宗即位不久，中風病重，不能發聲，宦官俱文珍、劉光琦等人聯合西川節度使韋皋、荊南節度使裴鈞等逼宮，迫使唐順宗禪讓予太子李純，史稱永貞內禪。李純即位，是為唐憲宗，由于藩镇和宦官集团的压力，王叔文的永贞革新宣告失败，王叔文被賜死，刘禹锡被贬为连州刺史，行至荆南，又改授朗州司马（今湖南常德）。与刘禹锡一同被贬的共有八人，史称“八司马”。据湖南常德历史学家、收藏家周新国先生考证:刘禹锡被贬为朗州司马期间写了著名的“汉寿城春望”。在被贬期间，刘禹锡接触到民间风俗，作《竹枝詞》十余篇，并深感不得志，创作《问大钧》、《谪九年》等诗赋数篇。
元和九年（815年），刘禹锡与柳宗元等人一起被召回长安，欲任南省郎。但是刘禹锡在游览玄都观时，作《元和十年自朗州承召至京戏赠看花诸君子》诗（又名《玄都观桃花》），讽刺时政，招致不满，不久又被贬为播州刺史。柳宗元以播州环境恶劣，刘母年事已高为由，欲以柳易播，代替刘禹锡前往播州。
後经御史中丞裴度以其母年迈为由说情，改授连州刺史。因为思想的极度苦闷，刘禹锡开始将佛法作为自己的精神寄托，与僧人多有往来，但并没有陷入消极的精神状态中。元和十四年，刘禹锡母亲去世，遂回洛阳守丧。归葬途中得知挚友柳宗元在柳州逝世，不胜悲痛，后为其抚养幼子并整理遗稿。唐穆宗长庆元年（821年）授夔州刺史。长庆四年，调任和州刺史。唐敬宗寶曆二年（826年）冬卸任，并于次年春返洛阳。大和二年再次游览長安玄都观，作《再游玄都观》诗，表达对权贵的蔑视与自己决志。

### 晚年
刘禹锡于唐文宗大和二年（828年）入朝，任东都尚书省主客郎中，因裴度推荐，兼集贤殿学士。大和三年，改官礼部郎中，仍兼集贤殿学士。大和五年（831年），裴度罢知政事，刘禹锡也被外放，任苏州刺史。大和八年，任汝州刺史。大和九年改同州刺史。开成元年（836年）秋，刘禹锡因患足疾，改任太子宾客，分司东都，与白居易、裴度写诗唱和。后曾加检校礼部尚书、秘书监等虚衔。晚年多病，会昌二年（842年）秋逝世，享寿71岁。临终前写文章《子刘子自传》。

### 劉禹錫墓
- 劉禹錫墓位于河南省鄭州市荥阳城东二十里铺乡（今豫龙镇）狼窝刘村南高地上，古称檀山。墓北距郑州至上街公路约70米，坐北面南，有圆形土冢，冢高约有7.5米，周长约有20米。据民国《荥阳县志》载：“刘禹锡墓在檀山。”

- 1987年3月4日，郑州市人民政府公布为郑州市文物保护单位。

## 成就

### 哲学思想
刘禹锡曾在《天论》一书中提出了“天人交相胜”的观点，认为自然界和人类社会各有各自的规律，其作用不同，有时人胜天，有时天胜人。

### 诗歌
刘禹锡擅于写诗，诗风朴实流畅，其诗作受到当时的众多诗人及民众的喜爱，其与白居易的交情甚笃。今存诗八百余首，内容丰富，一部分是反映人民生活、抨击社会现实的作品，一部分是咏史、怀古、抒情的作品，一部分是融入民歌风情、民间景况的作品，还有一些描绘山川风光的作品。由于他重视友情，与友人酬唱的作品也非常多。
所作多首《柳枝词》《竹枝词》《杨柳枝词》融入民歌特色，广为传唱。
 《竹枝词》

杨柳青青江水平，聞郎江上唱歌声

东边日出西边雨，道是无晴卻有晴。

两首政治讽刺诗，与他一生政治遭遇有关，从中可见他的性格，亦是重要作品。
 《元和十一年自朗州召至京，戲贈看花諸君子》

紫陌红尘拂面来，无人不道看花回。

玄都观裏桃千树，盡是刘郎去后栽。

 《再游玄都观》

予贞元二十一年为尚书屯田员外郎，时此观中未有花木。是岁出牧连州，寻贬朗州司马。居十年，召还京师，人人皆言有道士手植红桃满观，如烁晨霞，遂有诗以志一时之事。旋又出牧，于今十有四年，得为主客郎中。重游兹观，荡然无复一树，唯兔葵燕麦动摇于春风，因再题二十八字，以俟后游。时大和二年三月。

百亩庭中半是苔，桃花净尽菜花开。

种桃道士归何处？前度刘郎今又来。

咏古诗、怀古诗中多有佳作，如《乌衣巷》《西塞山怀古》《金陵怀古》等。
 《乌衣巷》

朱雀桥边野草花，乌衣巷口夕阳斜。

旧时王谢堂前燕，飞入寻常百姓家。

 《西塞山怀古》

王濬楼船下益州，金陵王气黯然收。

千寻铁锁沉江底，一片降幡出石头。

人世几回伤往事，山形依旧枕寒流。

今逢四海为家日，故垒萧萧芦荻秋。

### 韻文
《陋室銘》是韻文中借物抒情的名篇，“山不在高，有仙則名；水不在深，有龍則靈”。劉禹錫的陋室銘被中華民國國民中學國文教科書列為必讀之課文，之後也為中国大陆的初中语文教科书所收录。
 《陋室銘》
山不在高，有仙則名；

水不在深，有龍則靈。

斯是陋室，惟吾德馨。

苔痕上階綠，草色入簾青。

談笑有鴻儒，往來無白丁。

可以調素琴，閱金經。

無絲竹之亂耳，無案牘之勞形。

南陽諸葛廬，西蜀子雲亭。

孔子云：「何陋之有？」

### 散文
刘禹锡在唐代古文运动中，產生了相当重要的作用。他鄙弃骈体文，认为文章应该是“见志之具”，重视论说文，骚赋也比较有特色。其中最有分量者如《天论》、《华佗论》、《明贽论》等。

## 评价
文学方面，刘禹锡是中唐文坛的代表人物之一，与韩愈、柳宗元、白居易、元稹等同时，尤以诗歌著名。早年与柳宗元“二十年来万事同”，合称“刘柳”，晚年与白居易唱和，合称“刘白”。白居易稱他為“詩豪”，相当推崇。政治方面，刘禹锡同柳宗元都是王叔文永貞革新这一历史事件的重要参与者。他热爱生活，关注民生，具有不屈的斗争精神，这些特点在他的政治主张和文学作品中都有体现。

## 相关研究文献

### 史略传记
《旧唐书》、《新唐书》中均有《刘禹锡传》，唐、宋人笔记中也记载了他的一些轶事。

### 作品集
- 《刘禹锡集》，上海人民出版社，1975年版

### 分析评价
- 《刘禹锡评传》，卞孝萱、卞敏，南京大学出版社，1996年版
- 《刘禹锡丛考》，卞孝萱，巴蜀书社，1988年版
- 《刘禹锡及其作品》，芦荻、朱帆，时代文艺出版社，1985年版
- 《刘禹锡谪居武陵》，戴至传，中国文联出版社2003年版
- 《论刘禹锡诗的历史地位》，萧瑞锋，《人民大学复印资料·中国古代、近代文学研究》，1996年第1期
- 《试论中唐政治革新对刘禹锡诗歌创作的影响》，邵之茜，《人民大学复印资料·中国古代、近代文学研究》，1999年第10期
- 《刘禹锡对迁谪文学传统的突破》，刘梦初，《人民大学复印资料·中国古代、近代文学研究》，2003年第4期